# 다카세촌 (후쿠시마현)
다카세촌(高瀬村)은 후쿠시마현 다무라군에 일찍이 존재했던 촌이다.

## 지리
- 현재 고리야마시의 남동부에 위치한다.
- 마을은 아부쿠마강 동쪽 기슭에 위치해 있다.

## 역사
- 1889년 4월 1일 - 정촌제 시행에 의해 6촌이 합병해 다무라군 다카세촌이 성립하였다.
- 1955년 1월 1일 - 다카세촌은 모리야마정, 야타가와촌과 합병해 다무라촌이 성립하여, 동일 다카세촌이 폐지되었다.

## 오아자
- 오다이라(大平)
- 시모유키아이(下行合)
- 카미유키아이(上行合)
- 가나야(金屋)
- 고가와(小川)
- 테시로기(手代木)

## 인구
- 1891년 2,023
- 1920년 2,531
- 1935년 3,929

## 교통
- 2급 국도
  - 국도 115호선 (국도 49호선)

## 참고문헌
- 角川日本地名大辞典編纂委員会『角川日本地名大辞典 7 福島県』、角川書店、1981年 ISBN 4040010701
- 日本加除出版株式会社編集部『全国市町村名変遷総覧』、日本加除出版、2006年、ISBN 4817813180